# Astrophytum asterias
 Astrophytum asterias  – gatunek rośliny z rodziny kaktusowatych. Pochodzi z Meksyku (Nuevo Leon, Tamaulipas) i Teksasu, poza tym jest uprawiany. 

## Morfologia

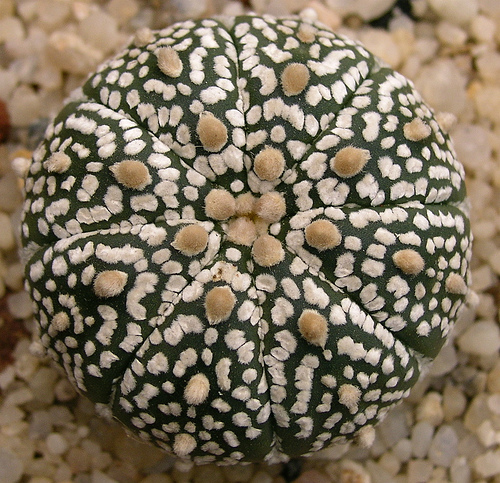
'SuperKabuto'

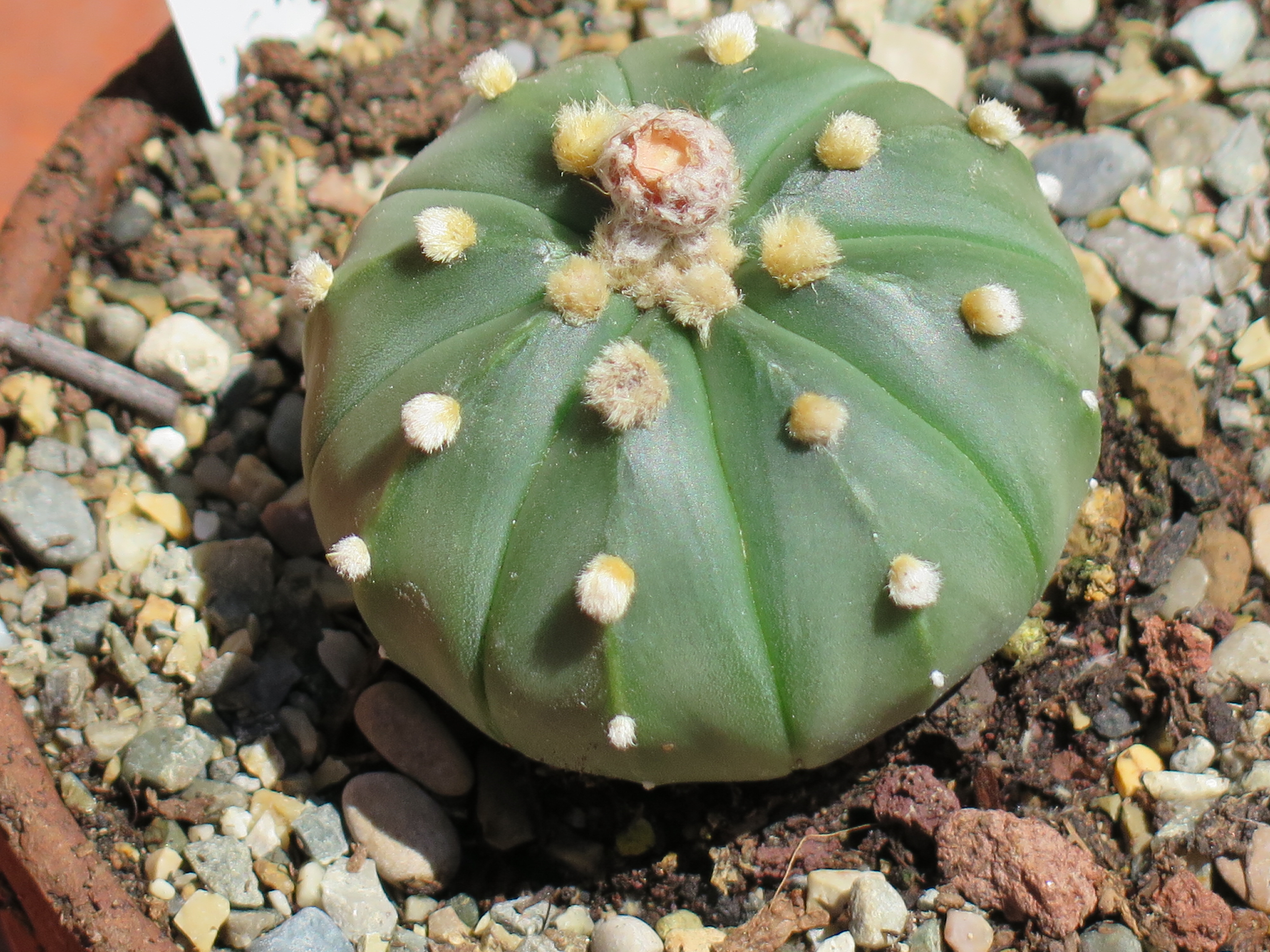
'Nudum'

PokrójOsiąga do 10 cm wysokości.
KwiatyŚredniej wielkości, żółte.
Gatunki podobneSwoim wyglądem i liśćmi przypomina wilczomlecz opasły.

## Zmienność
Uprawiana jest odmiana hodowlana 'SuperKabuto'.